# ماري آن فيلدمان
ماري آن فيلدمان (بالإنجليزية: Mary Ann Feldman)‏ هي ناقدة وصحفية وكاتِبة أمريكية، ولدت في 20 أبريل 1933، وتوفيت في 18 فبراير 2019 بسبب مرض آلزهايمر.